# Light Up My Life
「Light Up My Life」（ライト・アップ・マイ・ライフ）は、日本の歌手・倉木麻衣の配信限定シングル。

## 解説
- 「WE ARE HAPPY WOMEN」「Do it!」に続く3週連続配信リリースの第3弾としてリリース[2]。
- PlayStation 4・Nintendo Switch用シミュレーションロールプレイングゲーム『戦場のヴァルキュリア4』の主題歌として使用された[3]。

## 収録曲
1. Light Up My Life
作詞：倉木麻衣 / 作曲：shilo / 編曲：三谷秀甫

## 参加ミュージシャン
- 倉木麻衣 - ボーカル・コーラス
- shilo - 作曲
- 三谷秀甫 - 編曲・ギター
- 室屋光一郎 - ヴァイオリン
- 吉村隆行 - ピアノ
- 小林修己 - ベース